# Пашутино (Нижегородская область)
Пашу́тино — село в Ардатовском районе Нижегородской области России. Входит в состав Стёксовского сельсовета.

## Этимология
Название села, вероятно, происходит от имени русского основателя села Пашуты (умньшительно-ласкательная форма имени Павел. Возможно также происхождение от мордовского традиционного имени Паштай (происходит от тюркского корня пашта — «быть первым», «начинать»).

## Географическое положение
Село Пашутино находится на юго-западе Нижегородской области России, к югу от автомобильной дороги Ардатов — Арзамас, в 3 км к северу от ручья Помзель и в 3 км к западу от реки Иржи. Административный центр муниципального округа Ардатов находится в 19 км к юго-западу от Пашутина. Село соединено шоссейными дорогами на юго-западе с Ардатовом, на северо-востоке селом Стёксово (расстояние 2 км) и просёлочными дорогами на северо-западе — с селом Сосновкой (3 км) и на севере — с селом Писарево (5 км). В центре села имеется озеро. Высота над уровнем моря около 172 метров.
Село Пашутино, как и вся Нижегородская область, находится в часовой зоне МСК (московское время). Смещение применяемого времени относительно UTC составляет +3:00.

## Административная принадлежность
Село Пашутино входит в состав Стёксовского сельсовета Ардатовского муниципального округа Нижегородской области Российской Федерации.

## Климат
Село находится в зоне умеренно-континентального климата, который характеризуется холодной продолжительной зимой и тёплым, но достаточно коротким летом. За год выпадает в среднем 450—550 мм осадков, из них 68 % — в виде дождя и 32 % — в виде снега. Среднегодовая относительная влажность воздуха — 76 %. Снежный покров достигает 50 см, а в особо снежные зимы может достигать одного метра и более.
Весна приходит резко, обычно к середине апреля, при этом вплоть до середины мая нередки заморозки. Лето сравнительно короткое и достаточно жаркое — в отдельные годы температура может достигать 36 °C. Шапка лета приходится на июль. В конце весны и лета нередки грозы — их может случаться до 20 за год, почти каждый год выпадает град. Осень приходит в сентябре и стоит до начала ноября, но уже в сентябре нередки заморозки. Зима наступает в начале ноября и продолжается до середины марта. Обычно первый снег выпадает в октябре и держится в течение пяти месяцев, сходит к 10—15 апреля. Почва промерзает на глубину 70—90 см.
Вегетационный период составляет 189 дней, продолжительность безморозного периода — 137 дней.

## Население
| Численность населения | Численность населения | Численность населения | Численность населения | Численность населения | Численность населения | Численность населения | Численность населения | Численность населения | Численность населения | Численность населения |
| 1785                  | 1859                  | 1890                  | 1912                  | 1916                  | 1978                  | 1992                  | 1999                  | 2002                  | 2010                  | 2021                  |
| --------------------- | --------------------- | --------------------- | --------------------- | --------------------- | --------------------- | --------------------- | --------------------- | --------------------- | --------------------- | --------------------- |
| 579                   | ↗653                  | ↘205                  | ↗450                  | ↗456                  | ↘196                  | ↘137                  | ↘120                  | ↘102                  | ↘72                   | ↗84                   |

## Инфраструктура
В селе единственная улица Кольцовая.